# Vladimír Zedník
Vladimír Zedník (* 1. února 1947 Praha) je tenisový trenér a bývalý československý profesionální tenista. Ve své kariéře na okruzích Grand Prix, WCT a ATP World Tour vyhrál dva turnaje ve dvouhře a dvakrát odešel jako poražený finalista a získal čtyři tituly ve čtyřhře a na dalších sedmi událostech podlehl ve finále. Byl mu udělen čestný titul „mistr sportu“.
Na žebříčku ATP byl nejvýše ve dvouhře klasifikován v červenci 1978 na 43. místě.
Nejsilnějším úderem bylo tvrdé podání. Při měření servisu ve Forest Hills roku 1974 měl za Australanem Colinem Dibleyem druhé nejrychlejší na světě.

## Tenisová kariéra
V roce 1973 zvítězil na mistrovství Československa v mužské dvouhře i čtyřhře. Následující rok 1974 získal titul mezinárodního mistra ČSSR ve dvouhře, když přešel přes Wojciecha Fibaka a ve finále zdolal Jana Kodeše. V roce 1970 také vyhrál na tomto šampionátu mužskou čtyřhru.
V roce 1969 byl součástí československé reprezentace, která triumfovala na Kings Cupu. Roku 1971 se probojoval do semifinále na halovém šampionátu Spojených států hraném v Salisbury. V sezóně 1972 vyhrál turnaj v Clevelandu a probojoval se do finále v Roanoce.
Rok 1973 pro něj znamenal deblový titul z Los Angeles, kde spolu s Kodešem zdolali pár Ilie Năstase a Jimmy Connors. V roce 1974 pak se stejným spoluhráčem triumfoval v deblu v Palm Deserte a na Australian Open 1974 prošel do čtvrtfinále dvouhry. V sezóně 1975 byl členem daviscupového týmu, který ve finále soutěže podlehl 2–3 Švédsku vedeném Björnem Borgem, když s Kodešem prohráli ve čtyřhře.
V roce 1981 zahájil trenérskou dráhu.

## Tituly v otevřené éře tenisu

### Dvouhra
- 1978 – Berlín, Německo
- 1972 – Cleveland, USA

### Čtyřhra
- 1979 – Little Rock, USA – (spoluhráč Vitas Gerulaitis)
- 1974 – WCT Palm Desert, USA – (spoluhráč Jan Kodeš)
- 1973 – Los Angeles, USA - (spoluhráč Jan Kodeš)
- 1973 – Praha, ČSSR - (spoluhráč Jan Kodeš)